# Vellottamparappu
Vellottamparappu é uma panchayat (vila) no distrito de Erode, no estado indiano de Tamil Nadu.

## Demografia
Segundo o censo de 2001, Vellottamparappu tinha uma população de 8129 habitantes. Os indivíduos do sexo masculino constituem 50% da população e os do sexo feminino 50%. Vellottamparappu tem uma taxa de literacia de 64%, superior à média nacional de 59.5%: a literacia no sexo masculino é de 75% e no sexo feminino é de 52%. Em Vellottamparappu, 8% da população está abaixo dos 6 anos de idade.